# MagicGate

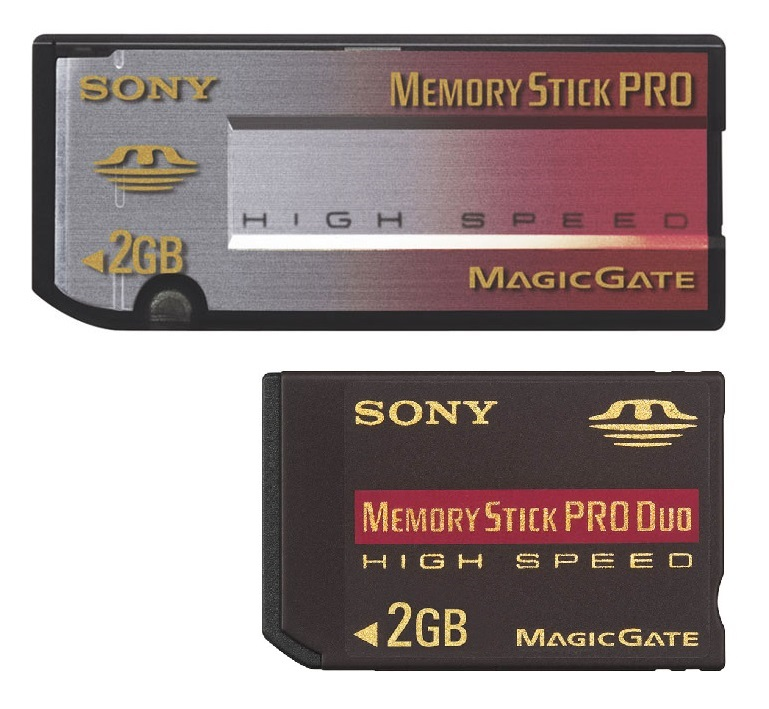
Karta pamięci o dużej szybkości 2 GB.

MagicGate jest zabezpieczeniem przed kopiowaniem wprowadzonym przez Sony w 1999, jako część Secure Digital Music Initiative. Zabezpieczenie to szyfruje zawartość pamięci przy użyciu chipu MagicGate, znajdującego się zarówno w nośniku, jak i w czytniku, aby zapewnić kontrolę nad transferem plików.
Szyfrowanie to było stosowane w kartach pamięci do Playstation 2, a w roku 2004 zostało wprowadzone do wszystkich urządzeń Sony, obsługujących karty pamięci Memory Stick. Niektóre urządzenia jak Sony Network Walkman przyjmowały wyłącznie karty Memory Stick z technologią MagicGate.